# Il treno della neve/La polca dei baci
Il treno della neve/La polca dei baci è un singolo a 78 giri di Vittorio Belleli, pubblicato nel 1945.

## Il treno della neve
Il treno della neve è una cover di Chattanooga Choo Choo, canzone scritta  da Harry Warren e Mack Gordon nel 1941 e interpretata da Glenn Miller per la colonna sonora del film Sun Valley Serenade.
Il testo in italiano è di Alberto Curci, che usa lo pseudonimo Devilli.
L'orchestra è diretta dal maestro Beppe Mojetta.

## La polca dei baci
Anche il brano sul lato B è tratto dalla colonna sonora di Serenata a Vallechiara: si tratta della cover di The Kiss Polka, ed anche in questo caso il testo in italiano è di Devilli e l'orchestra è diretta dal maestro Beppe Mojetta.

## Tracce
1. Il treno della neve
2. La polca dei baci